# 利亞德山
利亞德山（英語：Mount Liard）是南極洲的山峰，位於奧次地的鄧福德山以南，屬於邱吉爾山脈的一部分，處於鄧福德山以東11公里，海拔高度1,770米，現時由南極條約體系管理。